# Verónica Sánchez
Verónica Sánchez Calderón (Sevilla, 1 juli 1977) is een Spaanse actrice. Ze debuteerde in 1996 in het theater, maar kreeg bredere bekendheid dankzij haar rol als Eva Capdevila in de televisieserie Los Serrano in 2003.
Sánchez volgde een toneelopleiding in Madrid. In 1996 was haar theaterdebuut. Een van haar meest succesvolle theaterrollen was in Bodas de sangre in 2002.
Na een rol in de film Al sur de Granada, kreeg Sánchez in 2003 de hoofdrol van Eva Capdevila in de televisieserie Los Serrano. Deze rol bezorgde haar een grote populariteit in Spanje. In 2006 stopte ze met Los Serrano, en speelde ze in het eerste seizoen van de televisieserie Génesis: en la mente del asesino.
In 2010 won Sánchez de hoofdprijs voor beste vrouwelijke bijrol bij de filmprijzen van de Unión de Actores y Actrices. Zij kreeg deze prijs voor haar rol in de film Gordos. Ze is tevens enkele malen genomineerd voor de Goya-filmprijs.
In 2019 en 2020 speelde ze de hoofdrol in de serie El embarcadero, ook bekend onder de Engelstalige titel The Pier. In 2021 vertolkte ze de rol van Coral in de Netflix-serie Sky Rojo. 
Sánchez speelde mee in diverse films, zoals Camarón, El Calentito, Mia Sarah, Los 2 lados de la cama, Las 13 rosas en Zenitram.
- Bibsys: 9043059
- Biblioteca Nacional de España: XX1537122
- Bibliothèque nationale de France: cb169733983 (data)
- Gemeinsame Normdatei: 137920601
- International Standard Name Identifier: 0000 0000 4460 8561
- Library of Congress Control Number: no2004053098
- Nationale Bibliotheek van Israël: 987007401518605171
- Istituto Centrale per il Catalogo Unico: UFEV344855
- Système universitaire de documentation: 140835679
- Virtual International Authority File: 66182201
- WorldCat: E39PCjMqC3PrCDtW4GhPvVg6gC